# 深圳大学艺术学部
深圳大学艺术学部成立于2019年，前身为深圳大学艺术设计学院、师范学院（部）艺术学院和传播学院播音与主持系。

## 历史沿革

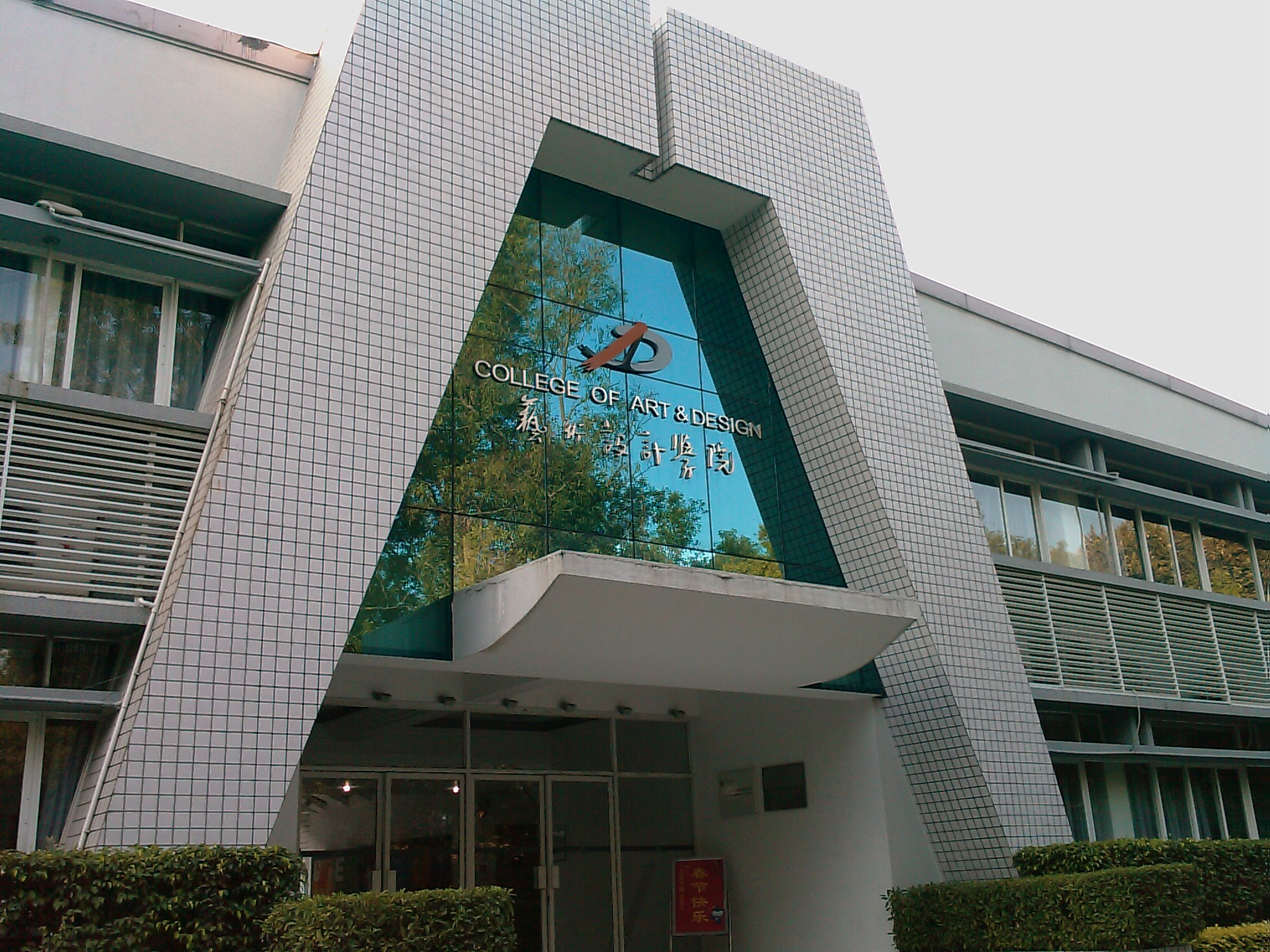
艺术学部前身艺术设计学院（现该楼用作本原设计研究中心）

### 原艺术设计学院
- 1987年，深圳大学依托建筑系设立工业设计本科专业。
- 1994年，深圳大学正式创建设计系。
- 1997年，原设计系与师范学院艺术系合并成立艺术学院。
- 2002年，艺术学院更名为艺术与设计学院。
- 2006年，艺术与设计学院更名为艺术设计学院。
- 2014年，首届与俄罗斯圣彼得堡国立列宾美术学院合作办学的深圳大学列宾班正式开班[2]。
- 2017年，与比利时安特卫普皇家美术学院合作成立海外学习中心。
- 2018年，获批数字媒体艺术本科专业，服装设计与工程和动画本科专业停止招生；工业设计专业移交至深圳技术大学，成为该校相关学院启动资源；9月，艺术设计学院整体搬迁至后海校区南校区。

### 原师范学院（部）艺术学院
- 1995年，师范学院创建表演系[3]。
- 1998年，师范学院创建音乐系[1]。
- 2001年，师范学院创建舞蹈系[4]。
- 2012年，5月，由中国音协、深圳大学、深圳广电集团联合组建的金钟音乐学院成立[5]。
- 2017年，11月，师范学院进行学部制改革，以师范学院音乐系、表演系、舞蹈系、美术系、学前艺术系、流行音乐系（金钟音乐学院）为基础，组建师范学院（部）艺术学院[6]。
- 2018年，5月，与深圳交响乐团合作成立深圳大学爱乐乐团[7]。

### 原传播学院播音与主持系
- 2012年，师范学院表演系播音与主持艺术本科专业获批招生[8]。
- 2015年，1月，师范学院的播音与主持专业调入传播学院[9]，成立播音与主持系。

### 艺术学部
- 2019年，1月，整合深圳大学相关艺术学科（艺术设计学院、师范学院（部）艺术学院、传播学院播音与主持系）组建艺术学部。艺术学部下设美术与设计学院、音乐舞蹈学院、戏剧影视学院[10]。
- 2021年，4月，艺术学部首次开展荔园艺术毕业季活动，统一展示艺术学科毕业生的创作成果[11]。

## 管理团队
| 主任 - 李象群 | 党委书记 - 张剑滨 |

| 副主任兼美术与设计学院院长 - 陈向兵 | 副主任兼音乐舞蹈学院院长 - 刘琨 | 党委副书记 - 汪瑜 | 副主任 - 贺沁洋 | 副主任 - 赵辉 |

## 组织机构

### 学院与学系
| 学院           | 学系                 | 本科专业                                       | 硕士专业                                                                | 博士专业                         |
| -------------- | -------------------- | ---------------------------------------------- | ----------------------------------------------------------------------- | -------------------------------- |
| 美术与设计学院 | 美术系               | 美术学 - 书画 - 油画 - 版画 - 雕塑             | 艺术学（学术学位） - 美术与书法研究 设计学（学术学位） 设计（专业学位） | 建成空间人居环境工程（学术学位） |
| 美术与设计学院 | 工业设计系           | 产品设计                                       | 艺术学（学术学位） - 美术与书法研究 设计学（学术学位） 设计（专业学位） | 建成空间人居环境工程（学术学位） |
| 美术与设计学院 | 视觉传达系           | 视觉传达设计                                   | 艺术学（学术学位） - 美术与书法研究 设计学（学术学位） 设计（专业学位） | 建成空间人居环境工程（学术学位） |
| 美术与设计学院 | 创意策划与设计管理系 | 数字媒体艺术 - 创意策划与设计管理              | 艺术学（学术学位） - 美术与书法研究 设计学（学术学位） 设计（专业学位） | 建成空间人居环境工程（学术学位） |
| 美术与设计学院 | 数字媒体艺术系       | 数字媒体艺术 - 数字媒体艺术                    | 艺术学（学术学位） - 美术与书法研究 设计学（学术学位） 设计（专业学位） | 建成空间人居环境工程（学术学位） |
| 美术与设计学院 | 环境设计系           | 产品设计 - 环境艺术设计                        | 艺术学（学术学位） - 美术与书法研究 设计学（学术学位） 设计（专业学位） | 建成空间人居环境工程（学术学位） |
| 美术与设计学院 | 服装与服饰设计系     | 服装与服饰设计 - 服装设计 - 品牌策划与市场营销 | 艺术学（学术学位） - 美术与书法研究 设计学（学术学位） 设计（专业学位） | 建成空间人居环境工程（学术学位） |
| 音乐舞蹈学院   | 音乐系               | 音乐表演 - 声乐演唱 - 器乐演奏 - 音乐编创      | 艺术学（学术学位） - 音乐与舞蹈研究                                     | 无                               |
| 音乐舞蹈学院   | 音乐系               | 音乐学 - 师范                                  | 艺术学（学术学位） - 音乐与舞蹈研究                                     | 无                               |
| 音乐舞蹈学院   | 舞蹈系               | 舞蹈编导                                       | 艺术学（学术学位） - 音乐与舞蹈研究                                     | 无                               |
| 音乐舞蹈学院   | 流行音乐系           | 音乐表演 - 流行演唱                            | 艺术学（学术学位） - 音乐与舞蹈研究                                     | 无                               |
| 戏剧影视学院   | 表演系               | 表演                                           | 艺术学（学术学位） - 戏剧与影视研究                                     | 无                               |
| 戏剧影视学院   | 播音与主持系         | 播音与主持艺术                                 | 艺术学（学术学位） - 戏剧与影视研究                                     | 无                               |

### 行政机构
- 党政办公室
- 教务室
- 科研与研究生室
- 学生工作办公室
- 教学实验中心
- 资料室

### 实验、科研机构
- 艺术设计省级实验教学示范中心
- 深圳大学美术馆
- 深圳现代设计博物馆
- 设计部落
- 三号艺栈
- 深圳现代艺术设计研究中心
- 壁画研究所
- 景观设计研究所
- 家具设计研究所
- 数字媒体与动画研究所
- 深圳大学美术与设计学院—比利时安特卫普皇家美术学院海外学习中心
- 海洋艺术研究中心

## 知名部友
工商财经界
- 冼燃—87工业设计，广州毅昌科技有限公司董事长，中国改革开放30年十大创新人物[12]
- 吕志道—91艺术设计，北京永一格文旅创意产业集团董事长[13]
- 舒益波—93设计，深圳市华融创新投资股份有限公司董事长
- 刘炜—01环境设计，深圳市杰恩创意设计股份有限公司事业部总经理
- 房海滨—04视觉传达设计，蜂巢创意体创意合伙人[14]
- 陈甲洲—09工业设计，马克图布网络科技有限公司董事长CEO[15]

文艺界
- 郑学华－91艺术设计，深圳市包装行业协会设计专业委员会主席[16]
- 朱德才－93工业设计，深圳市英途社文化传播有限公司总经理，原深圳市平面设计师协会主席[17]
- 冯志峰—94服装设计，朗图创意体董事长，深圳市平面设计协会副主席[18]
- 黄泷—96美术，深圳22艺术区与深圳画廊的发起人之一[19]
- 陈妍—97工业设计，腾讯用户研究与体验设计中心（CDC） 总经理

传媒演艺界
- 徐冬梅—96表演，深圳广电集团广播中心主持人
- 胡丹—01音乐，现代小提琴演奏家[20]
- 章乐韵—13表演，演员、模特[21]
- 易嘉爱—13声乐，前偶像[22]
- 陈哲远—14表演，演员、歌手，Mr.BIO男团前成员[23]
- 伍珂玥—17流行演唱，歌手，《2021中国好声音》总冠军[24][25]

教育界
- 何军—90工业设计，深圳大学管理学院党委书记
- 花晶晶—01舞蹈编导，深圳中学舞蹈团团长，舞蹈教师[26]

学术界
- 郑萌—03舞蹈编导，广东工业大学通识教育中心副教授
- 解本康—06音乐表演，男高音歌唱家，浙江音乐学院声乐歌剧系讲师[27]